# أنخيل زالديفار
أنخيل زالديفار (بالإسبانية: Ángel Zaldívar) هو لاعب كرة قدم مكسيكي في مركز الهجوم، ولد في 8 فبراير 1994 في غوادالاخارا في المكسيك. شارك مع منتخب المكسيك تحت 23 سنة لكرة القدم. أما مع النوادي، فقد لعب مع نادي غوادالاخارا.

## وصلات خارجية
- أنخيل زالديفار على موقع قاعدة بيانات كرة القدم.إي يو (الإنجليزية)
- أنخيل زالديفار على موقع ناشيونال فوتبول تيمز (الإنجليزية)
- أنخيل زالديفار على موقع Soccerway.com (الإنجليزية)
- أنخيل زالديفار على موقع AS.com (الإسبانية)